# Жегота
Жегота (пол. Żegota) — польское кодовое название подпольного Совета помощи евреям (пол. Rada Pomocy Żydom). «Жегота» существовала с декабря 1942 года вплоть до освобождения Польши в январе 1945 года.

## История

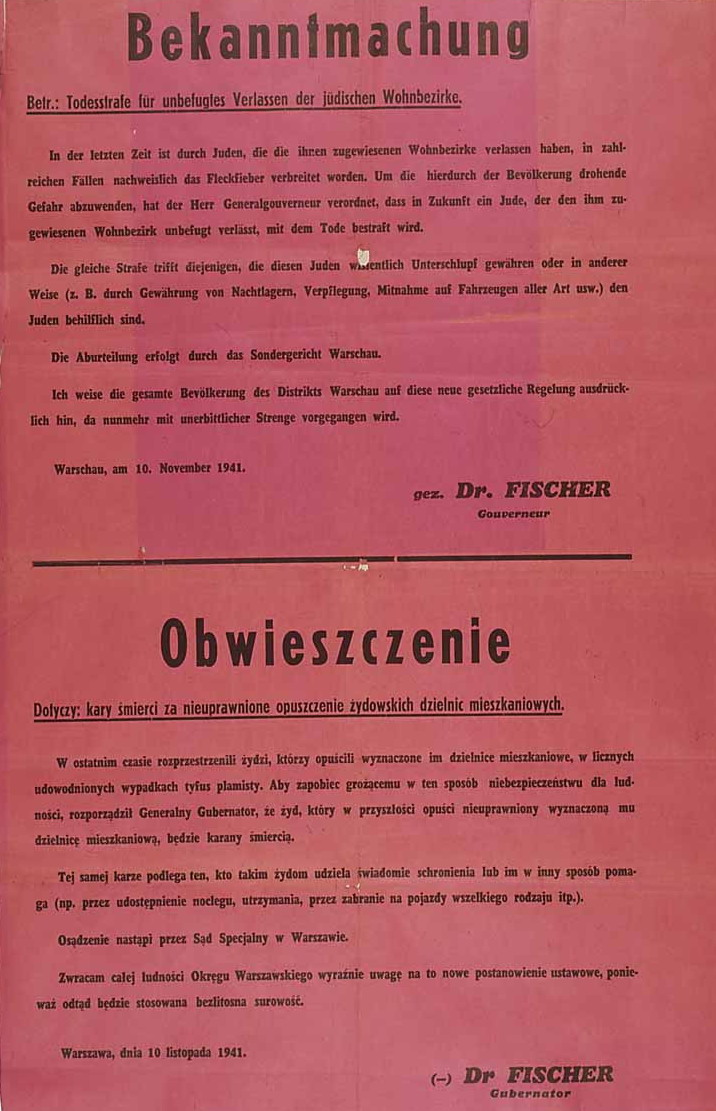
Немецкий плакат 1941 г. на немецком и польском языках о смерти евреям за пределами гетто и полякам, которые помогали евреям

«Жегота», изначально называвшаяся Временный комитет помощи евреям, была организована в сентябре 1942 года писательницей Зофьей Коссак-Щуцкой и бывшей революционеркой, искусствоведом Вандой Крахельской-Филипович. Организация состояла из демократически настроенных активистов-католиков.
В декабре 1942 года организация была переименована в «Жеготу», куда входили как евреи, так и неевреи, состоявшие в различных политических движениях. Невзирая на идеологические различия, их объединяла общая борьба против совершаемых нацистами преступлений.
Финансировали «Жеготу» представительство польского правительства в изгнании («Делегатура»), Бунд и Еврейский национальный комитет. К лету 1944 года только в Варшаве на конспиративных квартирах «Жеготы» скрывались более 4 тысяч евреев. Однако помочь большему числу людей было невозможно в связи с хронической нехваткой средств.
В марте 1943 для урегулирования помощи организации средствами и силами Польского правительства в составе Делегатуры был создан Еврейский реферат делегатуры под руководством Витольда Беньковского и Владислава Бартошевского.
К концу 1943 у «Жеготы» были филиалы в Кракове и во Львове, а также специальные отделения в Кельце, Пётркуве и Радоме. Более 2000 поляков, участвовавших в операциях «Жеготы», были казнены нацистами, в том числе около 700 членов самой «Жеготы».
«Жегота» снабжала евреев поддельными документами и деньгами, а также помогала им прятаться в безопасных местах. Несмотря на то, что укрывавшие евреев приговаривались к смерти, члены «Жеготы» успешно разместили тысячи еврейских детей в приёмных семьях, детских домах и монастырях. Кроме того, «Жегота» прилагала большие усилия к тому, чтобы убедить Польское правительство в изгнании склонить поляков к оказанию помощи евреям. Польским правительством и самой «Жеготой» были изданы обращения к полякам и немцам, призывающие оказывать помощь евреям и прекратить уничтожение.
По различным данным, «Жеготой» и связанными с ней организациями в одной только Варшаве были спасены от 8,5 до 28 тысяч евреев (в том числе примерно 9 тысяч детей). Всего было изготовлено более 60 тысяч фальшивых документов для тех евреев, которые могли выдавать себя за поляков.
Название «Жегота» было придумано Зофьей Коссак как конспиративное имя мифического руководителя организации Конрада Жеготы. Само имя Жегота было взято ею из III части «Дзядов» Адама Мицкевича, где под этим именем выведен Игнацы Домейко.

## Память

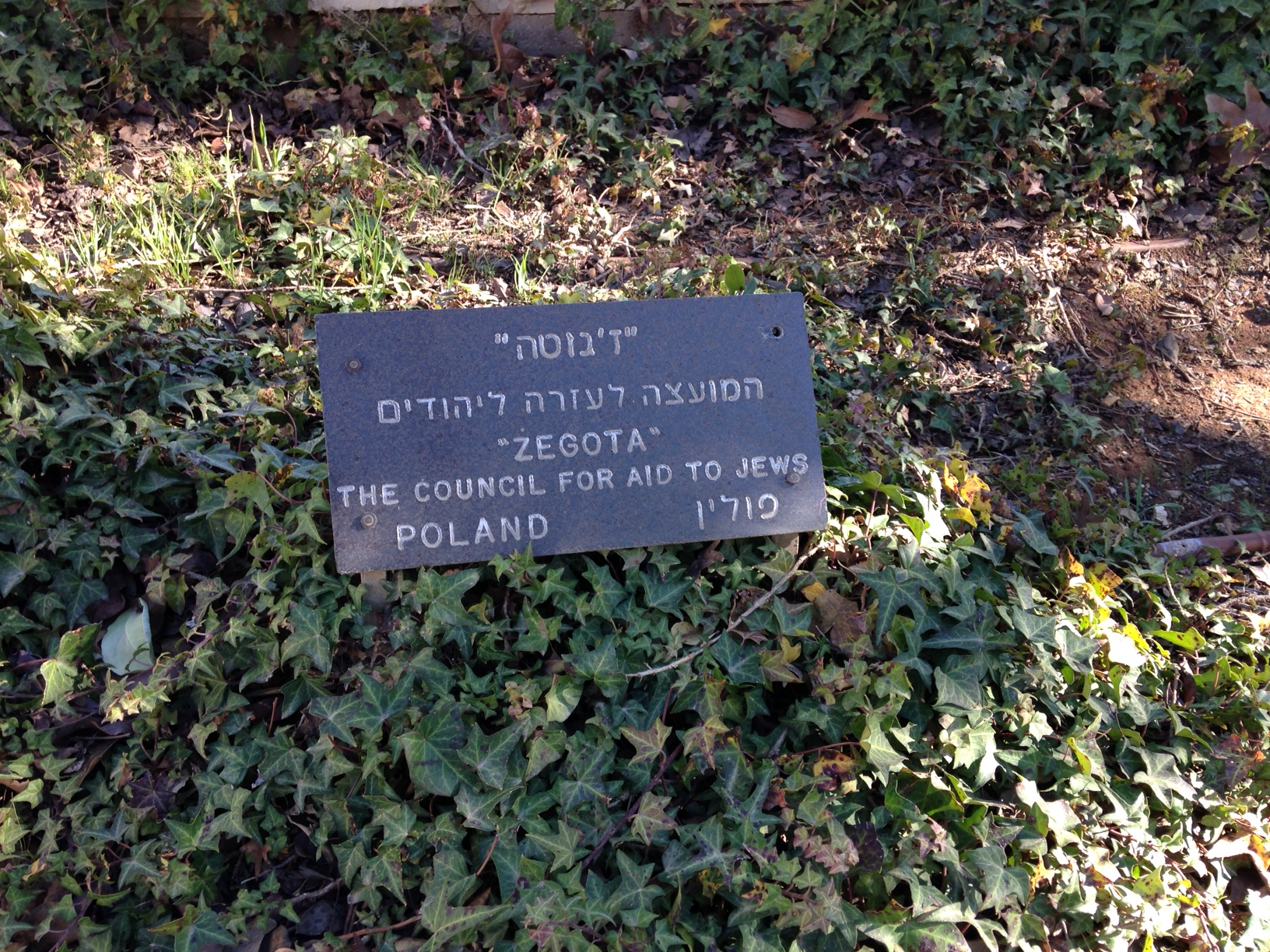
Плита «Жеготы», Яд ва-Шем, Иерусалим, Израиль

- В честь «Жеготы» в 1963 году было посажено дерево в Аллее Праведников в Яд ва-Шем. В 1995 году в Варшаве был открыт мемориал «Жеготы»[3].
- В 2009 году Национальным банком Польши была выпущена памятная монета в 2 злотых[4].